# Regeringen Kim Kielsen VII
Regeringen Kim Kielsen VII var Grønlands regering fra 29. maj 2020 til 23. april 2021. Det var en koalitionsregering bestående af Siumut, Demokraatit og Nunatta Qitornai.
Den 8. februar 2021 forlod Demokraatit koalitionen efter en uenighed med den nye ledelse i Siumut om en mine i Kuannersuit i nærheden af byen Narsaq i Sydgrønland. Deres ansvarsområder blev fordelt mellem de andre koalitionspartier, og der blev efterfølgende udskrevet et tidligt valg, som blev afholdt den 6. april 2021.

## Ministerliste
Det socialdemokratiske Siumut havde seks ministre, herunder landsstyreformanden. Midterpartiet Nunatta Qitornai havde én minister og Demokraatit havde tre ministre.
| Ansvarsområde                                 | Minister                | Tiltrådt          | Fragået         | Parti            |
| --------------------------------------------- | ----------------------- | ----------------- | --------------- | ---------------- |
| Landsstyreformand                             | Kim Kielsen             | 10. december 2014 | 23. april 2021  | Siumut           |
| Undervisnings-, kultur- og kirkeminister      | Ane Lone Bagger         | 5. oktober 2018   | 31. juli 2020   | Siumut           |
| Undervisnings-, kultur- og kirkeminister      | Katti Frederiksen       | 5. november 2020  | 23. april 2021  | Siumut           |
| Udenrigs- og energiminister                   | Steen Lynge             | 29. maj 2020      | 8. februar 2021 | Demokraatit      |
| Minister for industri og mineralressourcer    | Jens-Frederik Nielsen   | 29. maj 2020      | 8. februar 2021 | Demokraatit      |
| Sundhedsminister                              | Anna Wangenheim         | 29. maj 2020      | 8. februar 2021 | Demokraatit      |
| Social- og familieminister og justitsminister | Martha Abelsen          |                   | 23. april 2021  | Siumut           |
| Finansminister                                | Vittus Qujaukitsoq      | 11. maj 2018      | 23. april 2021  | Nunatta Qitornai |
| Arbejds-, forsknings- og miljøminister        | Jess Svane              |                   | 23. april 2021  | Siumut           |
| Minister for fiskeri, fangst og landbrug      | Jens Immanuelsen        |                   | 23. april 2021  | Siumut           |
| Bolig- og infrastrukturminister               | Karl Frederik Danielsen |                   | 23. april 2021  | Siumut           |